# 扫描隧道显微镜

扫描隧道显微鏡原理图

扫描隧道显微鏡（英語：Scanning Tunneling Microscope，缩写为），是一种利用量子隧穿效应探测物质表面结构的仪器。它于1981年由格尔德·宾宁及海因里希·罗雷尔在IBM位于瑞士苏黎世的苏黎世实验室发明，两位发明者因此与电子显微鏡的发明者恩斯特·鲁斯卡分享了1986年诺贝尔物理学奖。
扫描隧道显微鏡技术是扫描探针显微术的一种，基于对探针和表面之间的隧穿电流大小的探测，可以观察表面上单原子级别的起伏。此外，扫描隧道显微鏡在低温下可以利用探针尖端精确操纵单个分子或原子，因此它不仅是重要的微纳尺度测量工具，又是颇具潜力的微纳加工工具。

## 概述
扫描隧道显微镜是一种利用量子隧穿效应的非光学显微镜。

### 基本结构
扫描隧道显微镜的测量干扰主要来源于机械震动和电噪音，因此需要在有较高防震水平的防震台上工作。
其机械部分的实现难点在于如何驱动针尖或样品在微纳尺度范围内做精确运动，因此用到了压电陶瓷管。
其电子控制部分的实现难点在于如何将微纳量级的隧穿电流转化为可以处理的信号，因此用到了前级放大器。

### 工作方式及理论基础
针尖受压电陶瓷管驱动，在x和y方向上进行扫描，而z方向上的运动可分为恒流式和恒高式。
在恒流模式下，压电陶瓷管受反馈电路控制，保持针尖和样品之间的隧穿电流保持恒定的设定电流值。为了保持隧穿电流恒定，压电陶瓷管需要根据表面起伏在z方向上下运动，该运动轨迹反映了表面的起伏情况。以z的值在xy空间上做二维图，就得到了表面的高度起伏像。
在恒高模式下，压电陶瓷管在z方向上保持恒定。以探测到的隧穿电流的值在xy空间上做二维图，就得到了隧穿电流变化像。

### DIY扫描隧道显微镜
有一些STM技术爱好者在网上发表了扫描隧道显微镜的DIY教程，

## 应用

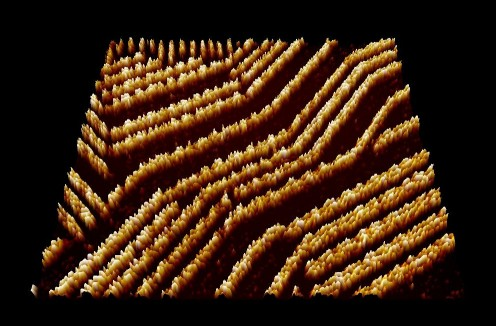
有機半導體喹吖啶酮的超分子鏈在石墨上自行組裝的掃描式穿隧電子顯微鏡影像。

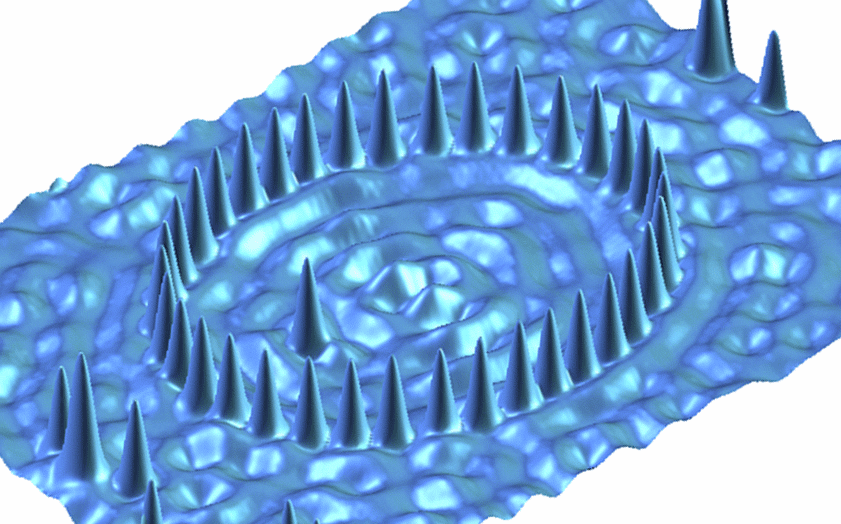
用掃描式穿隧電子顯微鏡測量得到的量子圍欄（quantum corral）影像。圖尺寸為25nm寬、16nm高。位於銅原子表面的電子，因為在鈷原子圍欄內不停彈撞，形成了一波波的漣漪，就好似一顆小石投入池塘後引起的漣漪。

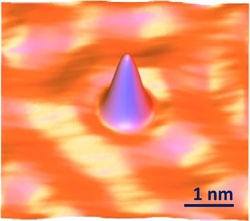
用掃描式穿隧電子顯微鏡觀察到的單獨鈷原子在Co(111)表面上的形貌影像。

扫描隧道显微镜目前的主要应用领域为基础科学研究，包括模型催化研究、超导、单分子(原子)磁体、纳米器件学等。
在工业领域的主要应用为半导体表面形貌测量，例如线宽测量。

## 厂商
- 俄罗斯NT-MDT公司 （页面存档备份，存于）